# تمرين هوائي
التمرين الهوائي هو تمرين بدني يتطلب أن يحرق الجسم جلوكوز الدم بالاستعانة بالأكسجين. الهوائية هنا تعني كل ما يتعلق باستنشاق الهواء واستفادة الجسم من الأكسجين. ويشير إلى استخدام الأكسجين الكافي والذي يقابله تحفيز الطاقة خلال التمرين عن طريق التمثيل الغذائي (الأيض) الهوائي (بإتاحة الأكسجين). شدة النشاط تكون عموماً من خفيف إلى معتدل حيث يأخذ الفرد نَفَسه طبيعيا (أي لا يكون مقطوع النفس). وهو يكون كافيًا ومدعومًا من التمثيل الغذائي (أيض: حرق الجسم الجلوكوز والكربوهيدات ثم الدهون بالهواء)، وحيث يمكن للتدريب الاستمرار في ممارسة التمرين الهوائي  لفترة ممتدة من الزمن (بين نصف ساعة إلى 3 ساعات). عندما تتمرن بهذه الطريقة، أمثلة لتمارين القلب أو التمارين الهوائية والتي تمتد مدتها من متوسطة إلى طويلة وهي جري المراثون والقفز والسباحة الطويلة  وركوب الدراجات والمشي (أنظر تدريب الفترة).

## تاريخ التمرين الهوائي
قدم الفيلسوف البريطاني أرتشيبالد هيل مفهوم الحد الأقصى للأكسجين ومقداره في عام 1922. تقاسم كل من هيل والطبيب الألماني أوتو مايرهوف جائزة نوبل في عام 1922 في علم وظائف الأعضاء أو الطب لعملهم المستقل المتعلق بمجال العضلات والتمثيل الغذائي (الأيض).
بناءً على هذا العمل بدأ العلماء بقياس استهلاك الأكسجين من خلال ممارسة التمرين. وبَرزت المساهمات التي بُنيت من قبل هنري تايلور في جامعة مينيسوتا، العالمين السويديين أولوف أستراند وبيغت سالتين في فترة الخمسينات . مختبر هارفارد، الجامعات الألمانية، مركز أبحاث العضلات في كوبنهاغن بين الآخرين. بعد الحرب العالمية الثانية، بدأت كلاً من الغير منظمة والفردية والصحة البدنية والأنشطة الترفيهية مثل العدو تصبح معروفة.
طُورت خطط ممارسة القوات الجوية الكندية من قبل بيل أوربان وأنشئت في عام 1961 والتي تساعد لإطلاق ثقافة رياضية متطورة. كان هنالك ازدهار في رياضة الجري في عام 1970 المستوحاة من دورة الألعاب الألومبية.
أطلق كل من الدكتور كينيث كوبر والعقيد باولين بوتس وهو معالج فيزيائي، كل منهم كانوا في قوات الدفاع الجوي للولايات المتحدة الأمريكية، ومفهوم التمرين الهوائي. في عام 1960 بدأ كوبر بحثه في الطب الوقائي. ولقد تولى البحث الأول الشامل في التمرين الهوائي على أكثر من 5000 فرد من قوات الدفاع الجوية للولايات المتحدة الأمريكية. بعدما أصبحت مأسورة بالمعتقدات حول أن التمرين يستطيع المحافظة على صحة الفرد. أنشأ كوبر فكرته عام 1968 في كتابه التمارين الرياضية وفي عام 1970 أنشأ معهده الخاص (معهد كوبر) لأجل البحث الغير ربحي والتعليم المكرس نفسه للطب الوقائي وانشأ سوق الجملة نسخة من كتابه «التمارين الرياضية الجديدة» عام 1979 . شجع كوبر الملايين لكي يصبحوا نشطاء والآن هو معروف بأب التمارين الرياضية. طورت التمارين الهوائية كتمرين شكلي عام 1970 وأصبح معروفاً في جميع أنحاء العالم عام 1982 بعد إطلاق مقاطع تمرين جين فوند في عام 1982 .

## مقارنة بين التمارين الهوائية والتمارين اللاهوائية

تظهر صيغة فوكس وهاسكيل بأن الانقسام بين الهوائي (اللون البرتقالي) واللاهوائي (اللون البرتقالي الأغمق) تمرين ومعدل القلب

تتناقض كل من التمارين الهوائية واللياقة البدنية مع التمارين اللاهوائية من حيث قوة التمرين والجري لمدة قصيرة وكلاو منهما أمثلة بارزة. تختلف كلاً من هالنوعين من التمارين في مدة شدة انقباض العضلات المعينة طالما أن الطاقة تولدت مع العضل. ظهر بحث جديد حول وظائف الغدد الصماء لانقباض العضلات وأن كل من التمارين الهوائية واللاهوائية تعزز إفراز بروتين الميوكينز وهي مصاحبة لفوائد تتضمن نمو النسيج الجديد واصلاحه والعديد من وظائف المضادات للالتهابات وهو في المقابل يخفض من خطر تطور العديد من أمراض الالتهابات. وفي المقابل يعتمد إفراز الميوكين على مقدار انقباض العضلات ومدته وقوة أو شدة الانقباض. وكل من النوعين ينتجان فوائد للغدد الصماء.
في معظم الحالات التمرين اللاهوائي يكون مصحوب بالتمرين الهوائي لأن التمثيل الغذائي (الأيض) [S9] أقل كفاءة للاهوائي يجب عليه أن يكمل النظام للهوائي لتحفيز الطاقة التي تتجاوز قدرة نظام الهوائي. مصطلح التمرين الهوائي ربما مصطلح جيد «الهوائية فقط» لأنه صمم ليكون ذو قوة عموماً أو شدة منخفضة بشكل كافي ليس لتوفير اللاكتات بواسطة تخمر البيروفات ولهذا جميع الكربوهيدرات بشكل هوائي تُحول إلى طاقة.
في البداية خلال زيادة المجهود، يتكسر الجليكوجين في العضلات لإنتاج الجلوكوز والتي تمر بالتحلل وتنتج البيروفات والتي تتفاعل مع الأكسجين (دورك كربس) لإنتاج ثاني أكسيد الكربون والمادة وتطلق الطاقة. إذا كان هنالك نقص في الأكسجين (التمرين اللاهوائي، الحركات المتفجرة) وتستهلك الكربوهيدرات بسرعة أكثر بسبب تخمر البيروفات في اللاكتات. إذا كان شدة التمرين تجاوزت المعدل حيث أن نظام القلب والأوعية الدموية يستطيع أن يزود العضلات بالأكسجين ونتيجته تظهر في إنشاء اللاكتات وبسرعة يجعله يصبح غير ممكناً لمواصلة التمرين. تتضمن في البداية: هنالك تأثيرات غير سارة لبناء اللاكتات كالشعور بالحرقة في العضلات وفي النهاية ربما يتضمن غثيان وحتى قيء إذا كان التمرين مستمر بدون السماح للاكتات بأن تجتاز تيار الدم.
كما أن الجليكوجين يبدأ يتساقط في العضل ويتحرر الجلوكوز في تيار الدم في الكبد ويزداد التمثيل الغذائي للدهون لكي يستطيع دعم المسار الهوائي. من الممكن أن يدعم التمرين الهوائي بحفظ الجليكوجين وحفظ الدهون أو الاحتفاظ بهم كلهم.
وذلك على حسب الشدة مرحلة طويلة - متوسطة حتى 65٪؜ الحد الأقصى للأكسجين المستهلك. نتائج (معدل القلب 150 نبضة في الدقيقة لإنسان عمره 30 سنة)
في أقصى مساعدة من الدهون إلى إنفاق الطاقة الإجمالي. في هذه المرحلة من الممكن أن تساهم الدهون حوالي 40٪؜ إلى 60٪؜ من الإجمالي على حسب مدة التمرين [S10] . التمرين القوي والمفعم بالحيوية فوق 75٪؜ الحد الأقصى للأكسجين المستهلك (160 نبضة في الدقيقة)، مبدئياً يحرق الجليكوجين. تستريح عضلات الشخص الرئيسية الذي لا يتمرن يكمل طاقته الكافية لحوالي ساعتين من التمرين القوي. استنفاد الجليكوجين هو السبب الرئيسي للسؤال لماذا عداء الماراثون يسمى بضرب الحائط. التدريب سواءً كان شدة أو قوة لمرحلة أقل تحميل السكريات ربما يسمح لتأجيل بداية الاستنفاد إلى 4 ساعات.
يشتمل التمرين الهوائي على أشكال لا حصر لها. عموماً فإنه يؤدي في مرحلة متوسطة من الشدة على مدى نسبياً فترة طويله من الوقت. على سبيل المثال الجري لمسافة طويلة في سرعة متوسطة يعد تمرين هوائي ولكن الركض لا يعد
لعب التنس فرديًا بحركة شبه متواصلة هو عمومًا نشاط هوائي بينما الجولف أو اثنان فريقان من التنس مع حركات قصيرة من النشاط المتقطع وفواصل متكررة ربما في الغالب ليس تمرين هوائي بعض الرياضات وبالتالي هي «هوائية» بينما التمارين الهوائية الأخرى مثل تمرين الفارتلك أو فصول الرقص الهوائية والتي صممت خصيصاً لتطوير القدرة الهوائية واللياقة البدنية. من الشائع جداً للتمارين الهوائية أن تتضمن على عضلات الساق مبدئياً أو على وجه الحصر هنالك بعض الاستثنائات على سبيل المثال التجديف لمسافة 2000 متر أو أكثر بعد رياضة هوائية والتي تُمرن العديد من مجموعات العضلات الرئيسية. والتي تتضمن على الساق والعضلات البطنية والصدر واليدين. معظم تمارين أوزان أجراس الغلاية تتضمن نواحي هوائية ولا هوائية.

## الإيجابيات
فوائد ممارسة التمرين الهوائي هي:
- قوة العضلات والتي تشترك في التنفس، لكي يسهل تدفق الهواء داخل وخارج الرئتين.
- قوة وتوسع عضلات القلب لتحسين ضخه بكفاءة وتقليل معدل توقف القلب والذي يُعرف باسم التكييف الهوائي.
- تحسين كفاءة الدورة الدموية وتقليل ضغط الدم.
- زيادة العدد الكلي لخلايا الدم الحمراء في الجسم وتيسير نقل الأكسجين.
- تحسين الصحة العقلية والتي تتضمن تقليل الضغط وتخفيض نسبة حدوث الاكتئاب وأيضاً زيادة القدرة العقلية.
- تقليل خطر الإصابة بمرض السكري. ويظهر التحليل التلوي من عدة دراسات بأن التمرين الهوائي يساعد لتخفيف مراحل الهيموجلوبين الغليكوزيلاتي لنوعي مرض السكوي. وكنهاية يستطيع التمرين الهوائي تخفيف خطر الموت بسبب مشاكل القلب والأوعية الدموية بالإضافة إلى ذلك، يستطيع التأثير العالي للنشاط الهوائي (مثل القفز واستعمال الحبل للقفز) تحفيز نمو العظم. وكما أنه يقلل خطر الإصابة بهشاشة العظام لكل من النساء والرجال.

بالإضافة إلى الإيجابيات العقلية للتمرين الهوائي. هنالك عدد من الإيجابيات الأدائية:
- زيادة تخزين الطاقة في العضلات مثل: الدهون والكربوهيدرات التي بداخل العضلات وتسمح في زيادة قدرة التحمل.
- اتساع الأوعية الدموية لساركومير العضلات لزيادة تدفق الدم عبر العضلات.
- زيادة السرعة في حين أن التمثيل الغذائي (الأيض) الهوائي نشط في العضلات. والذي يسمح للجزء الأكبر من الطاقة للتمرين المكثف بأن يصبح مولداً هوائياً.
- تحسين قدرك العضلات لكي تستخدم الدهون خلاص التمرين والتي تحافظ على الحقن العضلي «الجليكوجين».
- تعزيز السرعة حيث أن العضلات تتحسن من الشدة العالية للتمرين.
- تأثيرات عصبية: تحسنات في الاتصالات الهيكلية في الدماغ وزيادة كثافة المادة الرمادية ونمو خليك عصبية جديدة وتحسين الوظائف المعرفية (السيطرة الإدراكية) والعديد من أشكال الذاكرة) وتحسنات أو الحفاظ على الصحة العقلية.

## بعض السلبيات عند الإفراط في التمارين الهوائية
- الاعتدال هو أساس كل شيء حيث أشارت أحد الدراسات إلى اقتران زيادة القيام بالتمارين الهوائية «الكارديو» بالوفاة وقد قدرت هذه الدراسة المدة المناسبة للتمارين الهوائية بساعة إلى 2.4 ساعة أسبوعيا وأن هذه المدة كافية للحصول على الفوائد المذكورة في الأعلى ولذلك الإفراط في هذا النوع من التمارين قد يتساوى مع عدم القيام بممارسة الرياضة.
- حدوث الإصابات بشكل مفرط وذلك بسبب التكرار والتأثير العالي للتمرين مثل الجري لمسافات طويلة.
- الإفراط في هذا النوع ليس فعال في بناء العضلات وقد يسبب فقدان للكتلة العضلية وهذا ما يفسر انخفاض الكتلة العضلية لعدائين المراثون.
- التمرين الهوائي فعال فقط لفقدان الدهون «مع اتباع نظام غذائي منخفض السعرات» عندما يستخدم باستمرار لأجل كلاً من الفوائد الصحية والفوائد الأدائية أو «تأثير التمرين» والذي يتطلب مدة متوسطة وتمرين متكرر. واقترحت معظم السلطات بأنه على الأقل يتم تأدية التمرين لمدة عشرون دقيقة و 3 مرات على الأقل كل أسبوع. وعرف كوبر بنفسه التمرين الهوائي بأنه القدرة لاستعمال المقدار المتوسط من الأكسجين خلال التمرين الشاق ووصف كوبر بعض من الفوائد الصحية الرئيسية للتمرين الهوائي. مثل اكتساب رئتين أكثر فعالية من خلال تحقيق أقصى قدرة للتنفس وبالتالي زيادة القدرة لتهوية المزيد من الهواء لفترة قصيرة من الوقت. وبينما تزداد قدرة التنفس تكون واحدة قادرة لإضافة الأكسجين بسرعة أكبر في تيار الدم وزيادة استنفاد ثاني أكسيد الكربون من خلال ممارسة التمرين الهوائي فإن القلب يصبح أكثر كفاءة في الأداء الوظيفي وزيادة حجم الدم الهيموجلوبين وخلايا الدم الحمراء وتعزيز القدرة للجسم لنقل الأكسجين من الرئتين إلى الدم والعضلات. سيغير التمثيل الغذائي (الأيض) سيمكن من استهلاك العديد من السعرات الحرارية من غير احتسابها في الوزن. يستطيع التمرين الهوائي تأخير مرض هشاشة العظام بينما يكون هنالك زيادة في الكتلة العضلية. التخلص من الدهون وزيادة كثافة العظم. مع هذه الزيادات المتغيرة هنالك انخفاض في احتمالية حدوث مرض السكري حيث أن العضلات تستخدم السكر بشكل أفضل من الدهون. واحدة من الفوائد الرئيسية للتمرين الهوائي هو أن وزن الجسم ربما ينقص ببطئ ولأنه فقط سينقص في المسافك السريعة إذا كان هنالك سعرة حرارية محصورة. وبالتالي يُخفض من البدانة.

## السعة الهوائية

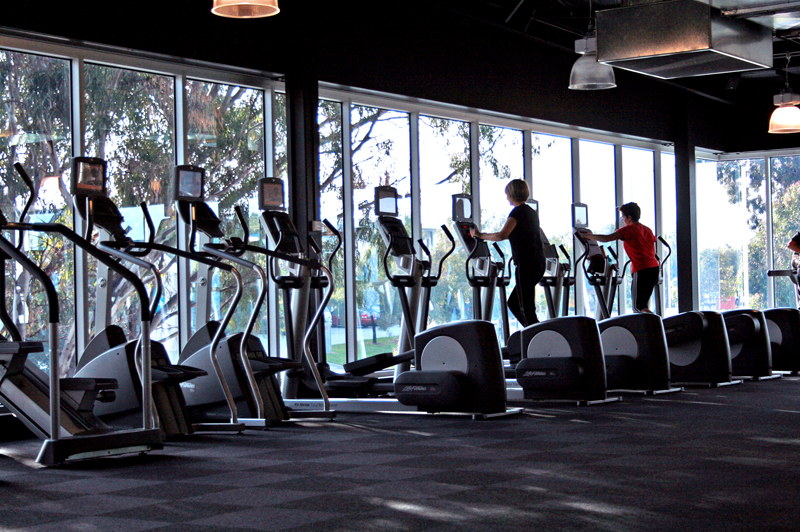
التدريب الهوائي

تصف السعة الهوائية السعة الوظيفية للجهاز العصبي - الحركة والقلب والجهاز التنفسي (القلب والرئتين والأوعية الدموية) تشير السعة الهوائية إلى المقدار المترسط للأكسجين المستهلك من قبل الجسم خلال التمرين المكثف في إطار زمني. هو تمرين وظيفي لأداء الجهاز العصبي - الحركب والقلب والجهاز التنفسي. والقدرة المتوسطة لاستبعاد استخدام الأكسجين من الدم الذائع. لقياس السعة الهوائية المتوسطة سيؤدون الفيسولوجيين التمرين أو الفزيائيين اختبار لأقصى جهد بدني.
حيث أن الموضوع سيخضع بشكل تدريجي لتمرين شاق أو أكثر على جهاز المشي من مشي سهل إلى مشي ينهك. ترتبط الفردية إلى مقياس التنفس لقياس استهلاك الأكسجين وزيادة السرعة بشكل تدريجي فوق مدة محددة من الوقت. كلما كانت مرحلة قدرة تحمل أعلى قياس للجهاز العصبي-الحركي والقلب والجهاز التنفسي كلما زاد نقل الأكسجين إليه ويستخدم عن طريق ممارسة العضلات والمرحلة العالية للكثافة حيث أن الفردية تستطيع أن تتمرن بشكل مبسط. ضع السعة الهوائية العالية. المرحلة العالية للياقة الهوائية. يستطيع كل من كوبر واختبارات اللياقة في مراحلها المتعددة أن يستخدموا لتقييم السعة الهوائية الوظيفية لوظائف وأنشطة معينه.
تستطيع الدرجة تحسين السعة الهوائية عن طريق التمرين الذي يتفاوت بشكل واسع في السكان البشر، بينما تزيد الردود المتوسطة للتمرين حوالي 17٪؜ في الحد الأقصى للمجهود البدني. في أي سكان هنالك «ردود مرتفعه» والذي من المحتمل أن يزيد بزيادة سعتهم و«الردود المنخفضة» والتي تكون فوائد قليلة أو تكون بدون فوائد. تشير الدراسات إلى أن النسبة هي حوالي 10٪؜ وخلاف ذلك فإن الفردية الصحية لا تستطيع تحسين سعتهم الهوائية مع التمرين أبداً. درجة استجابة الفرد موروثة والتي تقترح بأنها سمة محددة جينياً.

## الخيارات
التمارين المتقطعة عالية الشدة أو ما تسمى بتمارين الهيت (HIIT) والذي يزيد معدل استراحة الأيض «التمثيل الغذائي» (آر إم آر) خلال الـ24 ساعة متبوعة بتمرين عالي الشدة. وفي النهاية يحرق عدد أكبر من السعرات الحرارية أكثر من التمرين ذو الشدة المنخفضة. يحرق التمرين ذو الشدة المنخفضة عدد أكبر من السعرات الحرارية من خلال التمرين وذلك بسبب زيادة المدة ولكن أقل بعد ذلك.

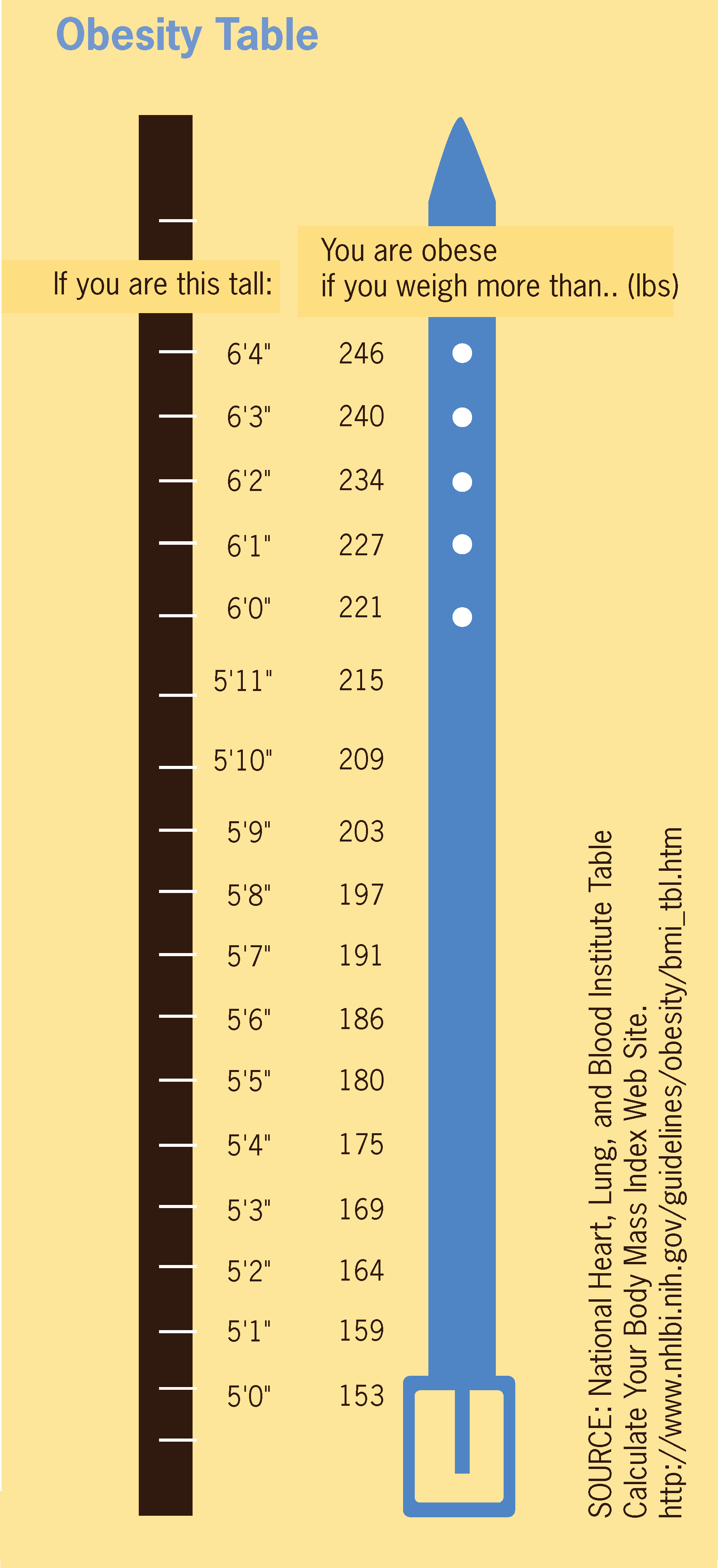
جدول السمنة

يعتمد هذا النوع من التمارين الهوائية على الشدة العالية أثناء التمرين ووجدت الأبحاث أن الشدة المناسبة للقيام بها هي 85-95% من أقصى حجم لاستهلاك الجسم من الأكسجين (max|VO2 MAX) وبصورة عملية أنك لا تستطيع النطق بكلمات أو الحديث أثناء التمرين الهوائي بطريقة الهيت ثم الراحة لعدد من الثواني ثم البدء مرة أخرى بالتمرين عالي الشدة ولذلك سميت بالتمارين المتقطعة عالية الشدة ويعتمد نسبة زمن التدريب إلى زمن الراحة على المستوى التدريبي حيث يمكنك البدء بفترات تدريب قليلة وراحة أطول ثم تزيد فترة التدريب إلى الراحة تدريجيا مع تقدم المستوى ولا ينصح بها للمبتدئين أو مرضى السكري
المدة المناسبة لهذا النوع من التمارين الهوائية هو 10-25 دقيقة 3-5 مرات إسبوعيا.

## النجاح التجاري

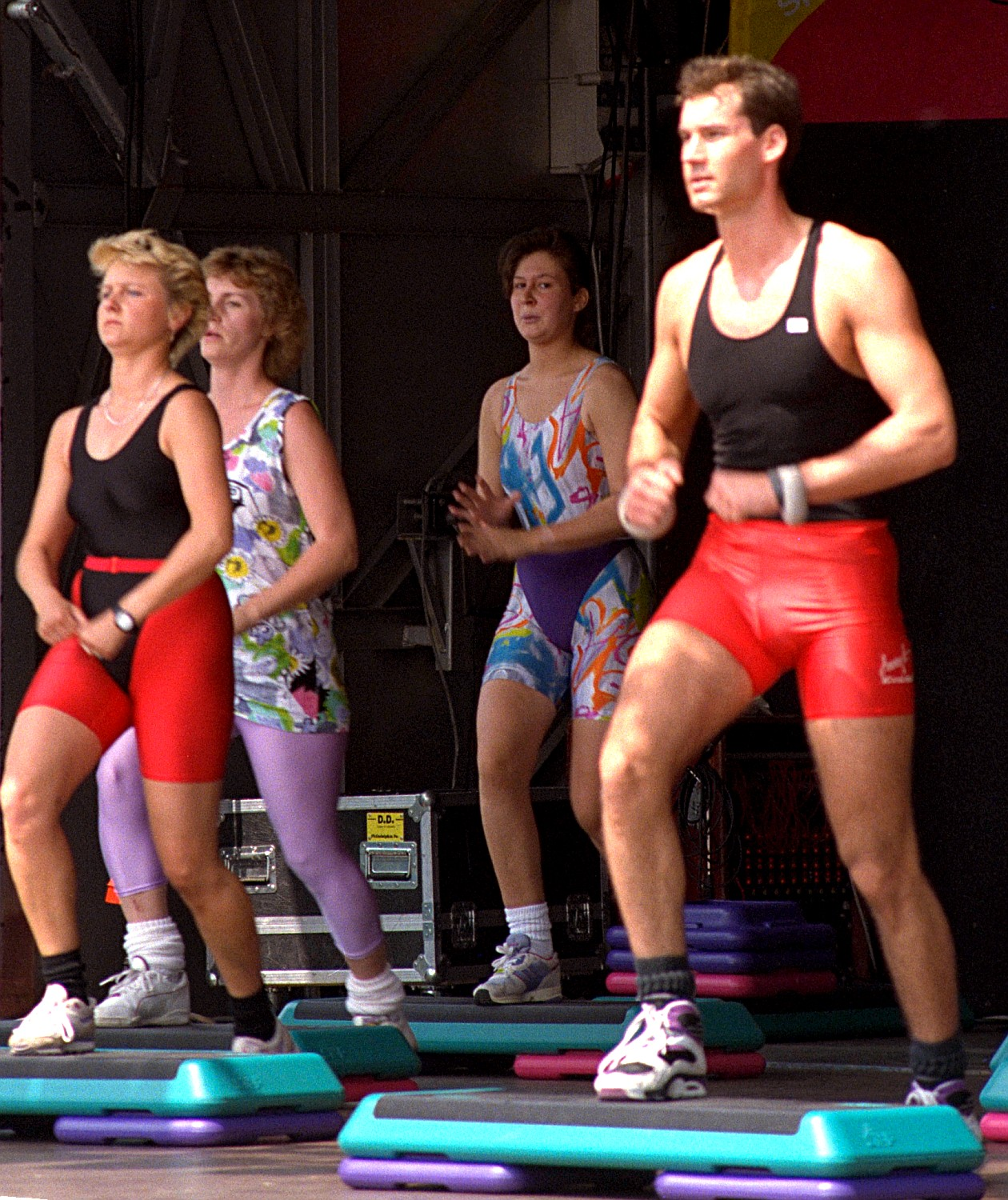
عرض للتمارين الهوائية

أصبح التمرين الهوائي معروف والذي يقترب من حصوله على خسارة الوزن واللياقة الجسدية والذي عادةً يأخذ شكلاً أو صورة تجارية.
• ساعدت جودي شيبرد ماستي في عام 1970 لإنشاء السوق للتجارة الهوائية لتمرينها الجارزكيس «نوع من أنواع التمرين الهوائي»
• في عام 1980" استضاف ريشتارد سيمونز برنامج تمرين هوائي على التلفاز وأيضاً أفرج عن سلسلة فيديوهات للتمرين.
• في عام 1990 ساعد بيلي بلانكس من خلال تمرينه التي بو وروج لتمارين الملاكمة والتي أدمجت مع حركات فنون  الدفاع عن النفس .
```
• تقول زوجة الملياردير 
بيل جيتس
 أنه يمارس رياضة التمرين الهوائي.
```

## اقرأ أيضًا
- إتاحة الطاقة
- تمارين لاهوائية